# Crítica taurina
La crítica taurina es un género periodístico consistente en la relación de los hechos acaecidos durante las corridas de toros y la valoración por parte del autor.
El relato y evaluación de una lidia, efímero e irrepetible, puede presentar dificultades de objetividad. Por otra parte el juicio crítico se enfrenta a valores artísticos y emocionales, además de puramente técnicos, que aumentan el desafío de producir una crítica taurina objetiva.
Respecto a los factores condicionantes deben señalarse al menos tres. Uno es la incursión en el dogmatismo, generando posteriores prejuicios. Otro es la intervención de intereses económicos: "Por primera vez en la historia, el crítico se convertía en protagonista, con toda la rentabilidad económica -no siempre confesable- que ello suponía". En especial la costumbre de incentivar económicamente a los críticos taurinos para ponderar o justificar la labor de un torero, en las memorias de Juan Belmonte ya dan el hecho de "untar" como normalizado. El tercer factor deformador de la realidad es epocal; es decir, que en ciertos momentos históricos adquiere una relevancia destacada. Se trata de un problema que más que a individualidades afecta a la colectividad de la crítica taurina: la permisividad con adulteraciones en la integridad del toro, por razones de su edad, de la integridad de sus astas, de una debilidad de la res que resta toda emoción al toreo... En este sentido las tres décadas siguientes a la guerra civil española trajeron fraudes que la mayor parte de la crítica, y también del público soslayaron. Sin embargo, fue la presión de ciertos críticos, quienes consiguieron nuevas leyes y algunas reglamentaciones, como la obligatoriedad del marcaje en la piel del año del nacimiento del toro (que debía lidiarse cuatreño al menos) o la supervisión de la integridad de los pitones. Otra época de crisis sobrevino en los años ochenta y parte de los noventa respecto al trapío del toro y los pitones, aunque estos teóricamente se analizaran. En la actualidad (segunda década del siglo XXI), perdura como endémico el problema de la debilidad del toro en muchas plazas, pero, la crítica taurina, y parte del público, apuntan a la necesidad de recuperar la necesaria fortaleza del gran protagonista del espectáculo, el toro, porque sin la transmisión emotiva del mismo la lidia pierde su sentido.

## Críticos taurinos
A finales del siglo XIX destacó Antonio Peña y Goñi, periodista y ensayista polifacético (música, teatro, toros), siempre con gran conocimiento de causa, por lo que sigue hoy leyéndosele con gran interés. Entre los periodistas que practicaron la crítica taurina antigua se encuentran nombres como los de Don Modesto, revistero ya veterano y prestigioso en tiempos de Joselito y Belmonte (se debe tener en cuenta que eran muy frecuentes los pseudónimos y más habituales aún las crónicas sin ninguna firma, hasta bien entrado el siglo XX); José Sanz Moliner "Curro Verónica", Manuel Sánchez del Arco «Giraldillo», Emilio García Rojo, José Alarcón Díaz, «Alardi», Celestino Espinosa, «R. Capdevila», Federico M. Alcázar, César Jalón, («Clarito»), Ricardo García López, («K-Hito»). Está relacionado con el concepto de crónica taurina.
Un gran maestro de la crítica taurina es el escritor y ensayista Gregorio Corrochano, que escribió en el diario ABC. Sus crónicas se reunieron en los libros, La edad de oro del toreo, y La edad de plata del toreo, que abarcan desde 1914 a 1936. Publicó posteriormente también varios ensayos, destacando ¿Qué es torear?
En el mismo diario destacó Antonio Díaz Cañabate. A medida que ganaba en experiencia, y en desengaño, fue dando en sus crónicas taurinas mayor extensión a una fina estampilla de sabor costumbrista, bien ligada a lo que seguía. Ya jubilado reconocía su escepticismo taurino: "Veo que los fraudes siguen casi como estaban cuando empecé". Sin embargo, su discípulo Joaquín Vidal (vid infra) no lo veía así: "La labor de Cañabate, crítico objetivo durante unos años en que abundaban los revisteros mediatizados, abrió cauces para que sus jóvenes sucesores en el oficio emprendieran la batalla frontal y sin sutilezas que habría de conducir a un notable saneamiento de la fiesta". El torero Domingo Ortega apuntó: "Jamás admitió ni un regalo el Caña... Era de una honorabilidad total". Bautizó Cañabate al mundo taurino como "Planeta de los toros", y, así, publicó un libro de estampas taurinas titulado Paseillo por el Planeta de los toros, de gran éxito.
Fueron en los años 60 muy populares las retransmisiones de corridas de toros por televisión en blanco y negro, destacando como locutores Matías Prats Cañete, y en Radio Nacional Rafael Campos de España. Entre tanto Pepe Alameda, triunfaba en "Televisa", Méjico, retransmitiendo las corridas.
Un extraordinario crítico taurino fue Joaquín Vidal, gran escritor, según refrenda José Antonio Pascual, de la Real Academia Española. Desde las páginas del diario El País, de mediados los años setenta hasta el 2000, fue un gran batallador contra fraudes y vulgaridades, y muy sensible a las excelencias del toreo. Vidal reconocía, por su parte, como "maestro de la crítica" a Antonio Díaz Cañabate: "Con talante alegre y apariencia de superficialidad, decía las cosas más profundas" (El País, 17 de septiembre de 1980). Vidal generó su propio estilo entre la queja amarga, la ironía y la exaltación de la pureza artística, derrochando personalidad dentro del camino de la independencia incorruptible. Pero, como Cañabate, terminó confesando a su amigo y compañero del tendido 10 de Las Ventas, el senador Juan Antonio Arévalo: "Esto no tiene arreglo".
Coetáneamente a Vidal en su primera etapa debe hacerse constar la primera mujer de mucha audiencia en prensa, radio y televisión: Mariví Romero, cuyo pionero programa televisivo "Revista de toros", de talante crítico, se mantuvo diez años en antena, hasta 1983.
Una extensa relación de especialistas en crítica taurina puede consultarse en el capítulo "Quién es quién en la crítica y la información taurina". Se desglosa por prensa, televisión, y otros medios (radio, revistas, ensayos...). Cada escritor o locutor aparece con una reseña biográfica y profesional. Aparecen nombres tan significativos como Vicente Zabala (padre) y José Luis Suárez Guanes ("ABC"), Ignacio Álvarez Vara (Barquerito), Javier Villán, Rubén Amón, el ya citado Joaquín Vidal, Fernando Fernández Román (primer director de Tendido cero de TVE-2), su sucesor Federico Arnás (y sus colaboradores en Tendido cero: Paco Aguado, Javier Hurtado y Carlos Ruiz Villasuso), Manuel Molés, Miguel Ángel Moncholi, José Luis Carabias, Francisco Apaolaza, Pedro Javier Cáceres, Curro Fetén, con su "España Taurina" en Radio Intercontinental,  Carlos Ilián, José Antonio del Moral, Juan Posada (torero retirado), etcétera. Los más antiguos desarrollaron su actividad en los años sesenta y siguientes décadas, y algunos de ellos ya han fallecido. Otros muchos continúan en plena actividad, como Ilián, con su breve pero aguda columna en "'Marca'" desde hace más de cuarenta años. De la mayoría, sin embargo, no se puede indicar aquí su ubicación de crítica profesional por haber pertenecido a diversos periódicos o emisoras.

Las corrientes antitaurinas de fines del siglo XX han cohibido la producción de programas televisivos, siendo frecuente la aparición de noticias sobre la actividad taurina solo con motivo de graves cogidas. Sin embargo, no aparecen, ni brevemente, los grandes éxitos de las faenas toreras, ni sus salidas triunfales a hombros. Los reportajes o retransmisiones televisivas de corridas de toros en abierto han quedado reducidos a algunas Autonomías del sur de España (Andalucía, Castilla-La Mancha). Las grandes ferias solo las pueden disfrutar los espectadores que contraten una cadena de pago.

Entre los críticos taurinos de principios del siglo XXI se destacan [Vicente] Zabala de la Serna (El Mundo), Andrés Amorós y más ocasionalmente Rosario Pérez (ABC), Antonio Lorca y Alejandro Martínez (El País), Patricia Navarro (La Razón).
Cabe destacar la figura del desaparecido Emilio Parejo Prados, crítico taurino de relevancia (incluido en el Cossío) que ejerció periodismo taurino en sus distintas versiones y medios, desde Diario 16 a Canal Sur televisión en el programa "Los toros" con entendida y singular pluma en el desarrollo de su carrera ejercida desde los años  60 hasta el inicio del nuevo siglo.